# 韋傑諾區

韋堅斯基區在車臣共和國的位置

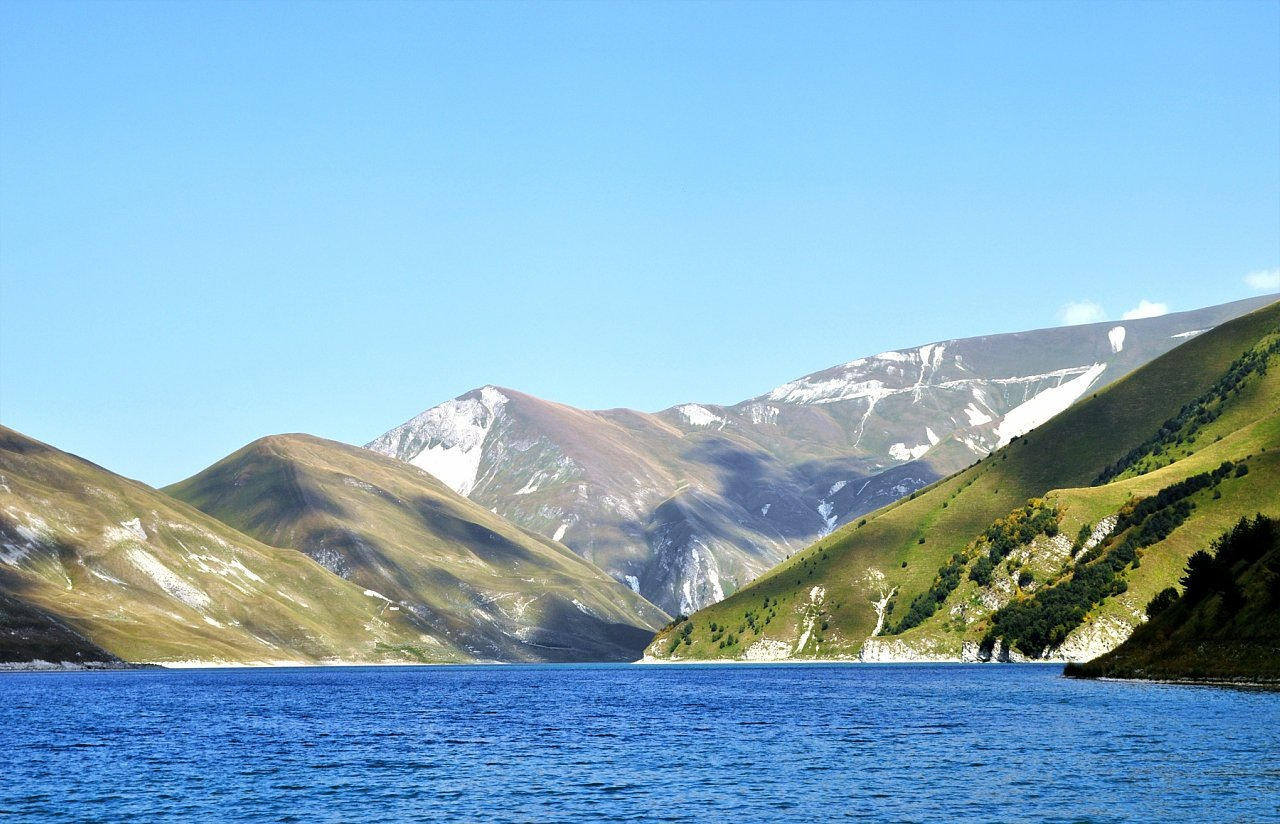

42°57′13″N 46°06′47″E / 42.95361°N 46.11306°E
韋傑諾區（俄语：Веде́нский райо́н）是俄羅斯的一個區，位於該國西南部，由車臣共和國負責管轄，面積956平方公里，2010年該區人口36,801，人口密度每平方公里38.49人。